# Pamplonita
Pamplonita è un comune della Colombia facente parte del dipartimento di Norte de Santander.
L'abitato venne fondato da Juan de Maldonado e Pedro Alonso de los Hoyos nel 1550.